# A4高速公路 (波蘭)
A4高速公路（波蘭語：Autostrada A4），是波蘭一條高速公路，橫貫國境南部。全長610公里。
西起波德邊境延治霍維采（與德國6號高速公路相連），經弗羅茨瓦夫、奧波萊、卡托維茲、克拉科夫以及熱舒夫，東至波烏邊境，並與烏克蘭M10公路相連。
部分路段在納粹德國時期已經修建並通車，其餘路段始建於1983年，1996年開始分階段通車，2016年全部完成。
此公路是欧洲E40公路的一部份。